# Динамо (хоккейный клуб, Ленинград)
Хоккейный клуб «Дина́мо» Ленинград — команда по хоккею с шайбой из Ленинграда. Прекратила существование в 1971 году.

## История
Основана в 1946 году. Цвета — бело-голубые. Играла на стадионе «Динамо», а в 70-е во дворце спорта «Юбилейный».
В чемпионате СССР — в Высшей лиге (1947—1954). Высшее достижение — 5-е место (1948, 1951).
После сезона 1954 была расформирована и уступила своё место в высшей лиге «Кировцу», передав туда же и сильнейших игроков. Осенью 1965 была восстановлена и сменила во II группе класса «А» «Спартак» (Ленинград)".
В 1970 году завоевала звание чемпиона РСФСР.
Летом 1971 вновь расформирована. Затем выступала в первенстве Ленинграда. В последний раз участвовали в первенстве Ленинграда в сезоне 1973/1974 годов.
Команду отличала высокая техника её лучших исполнителей, среди которых в разные годы были вратари Владимир Башкиров (1947-1951), Павел Забелин (1946-1947, 1948-1950), нападающие Анатолий Викторов (1946-1950), Василий Лотков (1946-1950), Евгений Стариков (1946-1953), Василий Федоров (1947-1954), Аркадий Алов (1947-1949), Валентин Быстров (1950-1954), Франц Лапин (1950-1954), Александр Наханьков (1967-1968, 1969-1971).

## Достижения

### Национальные
Чемпионат России (РСФСР):
 Чемпион:
1970
Кубок России (РСФСР):
Финалист:
1970
Первенство СССР. Класс «А». Третья группа:
 Победитель: 1967
Турнир на призы «Даугавы» (Рига):
 Победитель: 1965
Турнир «Шайба Жигулей» (Куйбышев):
 Второй призёр: 1969
Турнир в Ярославле:
 Второй призёр: 1970

### Региональные
Первенство Ленинграда
 Чемпион (12): 1947—1949, 1951, 1955—1960, 1966, 1968.
 Серебряный призёр (8): 1952, 1954, 1964, 1967, 1969—1972.
 Бронзовый призёр (3): 1950, 1965, 1973.

## Тренеры
- Валентин Фёдоров (1946—1950) (играющий)
- Владимир Лапин (1950—1954)
- Евгений Воронин (1965—1971)